# CLOUDY HEART
「CLOUDY HEART」（クラウディ・ハート）は、日本のロックバンドであるBOØWYの楽曲。
1985年6月21日にリリースされ、東芝EMIへの移籍第一弾となったBOØWY3枚目のスタジオ・アルバム『BOØWY』に収録されている。作詞、作曲は氷室京介、編曲は布袋寅泰。
歌詞の内容はBOØWY結成当時に氷室が交際していた女性との失恋を題材としている。1983年頃からライブにおいて「ROCK'N ROLL」のタイトルで演奏され、1984年3月31日の新宿ロフト公演からリリースされたバージョンの演奏へと変更された。アルバム『BOØWY』収録時に正式にタイトルが「CLOUDY HEART」とされ、歌詞およびアレンジもリリースされたバージョンのものとなった。
リリース後のコンサートツアーでは「JUST A HERO TOUR」を除いて必ず演奏されており、同バンドの代表曲の1つであるとされる。ベスト・アルバム『BOØWY THE BEST "STORY"』（2013年）リリース時のファン投票では1位となった。後に制作者である氷室によってセルフカバーされた他、MOOMINやAcid Black Cherryによってカバーされている。

## 音楽性と歌詞
歌詞は氷室京介がかつて同棲していた女性との失恋がテーマとなっている。1985年6月25日渋谷公会堂で行われたBOØWY初の大ホール・ワンマンコンサートのMCで、氷室が上京した際に学校を中退して連れ立った女性の話がなされ、アルバイトを始めても3日と持たず辞めてしまった氷室は同棲していた女性の収入に頼って生活していた事、その女性が氷室の元を去った事から本作が制作されたとの逸話を述べている。この女性との交際について「イカしたママゴトだったと思います」等語り、氷室の年齢より1歳下である事が明かされた。BOØWYのマネージャー土屋浩（紺待人）もこの女性について自著で記述している。音楽関係者の話によると、氷室は21歳で高校の同級生と結婚している。
ファン投票で選曲されたベスト・アルバム『BOØWY THE BEST "STORY"』（2013年）では1位を獲得。高橋まことはロックンロールバンドらしい楽曲の「ONLY YOU」（1987年）や「Marionette」（1987年）を予想し、意外な結果だがなるほどなと思ったと語っている。同作がリリースされた頃、高橋は60代に差し掛かっていたが、ファンも年齢を重ね、歩んできた人生に染みる楽曲ということもあるのだろうと高橋はインタビューで語った。BOØWY現役の当時まだ30代前半だった高橋も年齢と共に「CLOUDY HEART」の歌詞の分からなかった側面に気づくようになった。なおこのインタビューによると、1983年または1984年の夏、このバンドがまだ売れない頃に夏休みも組み込まれた四国ツアーを行い、氷室が車中で何か書いている様子に高橋が声をかけると「“CLOUDY HEART”の詞をさぁ…」と返答し、「ROCK'N ROLL」の題名であった頃のインチキ英語ではレコーディングできないからと、「CLOUDY HEART」の歌詞を氷室が一生懸命書いていたのを高橋は覚えていた。
元々「CLOUDY HEART」というタイトルではなかった事を知らないエンジニアのマイケル・ツィマリングが、「この曲はとても“CLOUDY HEART”という感じがする」と発言し、ディレクターの子安次郎は大変驚いたと述べている。著述家・樋口毅宏によると、口語体を使用する「CLOUDY HEART」の歌詞は、つんくが影響を受けている。

## リリース
1985年6月21日に3枚目のアルバム『BOØWY』（1985年）に収録されてリリースされた。1987年10月26日にはBOØWYとして最後となった7枚目のシングル「季節が君だけを変える」（1987年）のB面曲としてリリースされた。
シングル収録バージョンではギターとシンセが再録音および追加などのアレンジが加えられ、新たにオーバー・ダビングが行われている。氷室のボーカル部分に関してはアルバム『BOØWY』に収録されたバージョンのものを流用している他、Bメロ部分に布袋によるユニゾンが追加されている。「季節が君だけを変える」は一度氷室が書き上げた歌詞を、布袋が「もっと深い、俺たちの関係を言葉にして欲しい」と要求し歌詞が書き直される事となった。過去に布袋が氷室に歌詞の書き直しを要求した事は一度もなく、「季節が君だけを変える」の方向性を聞いた氷室からシングルのカップリングには本作を使用する提案が出された。子安は最後のシングルのB面曲に本作が選定された事は必然的であったと述べた他、自身にとって最後の曲は本作であるという印象が強いと述べている。本作がB面に選定された事およびBメロが氷室と布袋によるユニゾンに変更された事から、終末感を感じ取ったファンの間でBOØWY解散説が流布され始める事となった。その後12月には写真週刊誌『FRIDAY』にて「BOØWY解散の噂」と題した記事が掲載された。

## 批評
| 専門評論家によるレビュー      | 専門評論家によるレビュー |
| レビュー・スコア              | レビュー・スコア         |
| 出典                          | 評価                     |
| ----------------------------- | ------------------------ |
| 音楽誌が書かないJポップ批評18 | 肯定的                   |
| 音楽誌が書かないJポップ批評43 | 肯定的                   |

本作の詞のテーマに対する批評家たちの評価は概ね肯定的となっており、音楽誌『音楽誌が書かないJポップ批評18 BOØWYと「日本のロック」』では、本作を「突き放した感のある、終末的イメージ」があるとした他、氷室の実体験を基にした事から歌に情感があると指摘し、氷室の作品中では曲と詞のバランスが秀逸であると称賛、『音楽誌が書かないJポップ批評43 21世紀のBOØWY伝説』にてライターの齋藤奈緒子は、BOØWYの代表曲の1つであると触れた上で、氷室の実体験であるが故に他の失恋ソングと比較しても「青臭さや傷つきぶりが格段にリアル」であると述べた他、「彼女に聴いてもらいたい未練」を垣間見せる部分が「名曲たる所以」であると称賛した。

## ミュージック・ビデオ
ビデオ『SINGLES OF BOØWY』（1991年）において、過去のライブ映像を最新のものから古い映像を辿る形の映像が収録された。

## ライブ・パフォーマンス
ライブハウス時代の1982年10月30日（相模原職業訓練大学祭）から演奏され、1983年1月15日（新宿LOFT）から1984年内までの間「ROCK'N ROLL」という仮タイトルで演奏された。初期はアレンジが異なりアップテンポでサビの展開も異なっていた。
1985年4月13日の赤坂ラフォーレミュージアム公演において、初めて「CLOUDY HEART」としての歌詞で歌われたが、曲名は正式に紹介されていない。なお、「ROCK'N ROLL」以前のタイトルを「HEART TO HEART」とする説もあるが、それは当時の歌詞の一部から取られたファンの間での通称に過ぎず、以降では「ROCK'N ROLL」期との区別を目的とした意味合いの方が強い。事実、この期間に氷室京介本人からライブ中に曲名を紹介された音源は存在せず、タイトルは未定だったと思われる。初演当初から歌詞の変更やアレンジが頻繁に繰り返され、初期の頃はギターによるイントロは無く、激しいリフと早いテンポが曲の特徴だった。
後期にはイントロが加えられ、段々とテンポが緩やかになっていき、1984年3月31日の新宿LOFTでの演奏では激しいギターリフも無くなり、よりバラードに近いアレンジが加えられた。歌詞の違いを除けば、この日を境に以後解散まで演奏され続けていく「CLOUDY HEART」とほとんど変らない形になったと言える。子安はBOØWYがライブ時のMCが少ないバンドである事に触れた上で、本作の演奏前には氷室が必ず一言コメントしていた事から本作に対する強い思い入れを感じていたという。
本作でのテレビ出演は1985年9月放送の群馬テレビ音楽番組 『BEAT POPS』（1985年）にて「NO. NEW YORK」と共に演奏された他、同年9月22日放送のテレビ東京音楽番組 『LIVE ROCK SHOW』（1985年）にて9月5日の安田生命ホール公演の公開録音として出演で「Dreamin'」、「CHU-RU-LU」、「NO. NEW YORK」、「Baby Action」と共に演奏され、同年10月7日放送の朝日放送バラエティ番組 『ヤングプラザ』（1985年）では「NO. NEW YORK」と共に演奏された。

## カバー
- 氷室京介 『Case of HIMURO』（2003年） - スローテンポのバラードソングとしてセルフカバーを収録。終盤に日本語詞を追加している。
- 氷室京介 『L'EPILOGUE』（2016年）[15][16] - 終盤の英語詞を変更している。
- MOOMIN 『BOØWY Tribute』（2003年）[17]
- Acid Black Cherry 19枚目のシングル 「INCUBUS」（2014年）[18] - "LAST GIGS ver."として収録。
- 布袋寅泰 『Climax Emotions 〜Live at 武道館〜』（2017年）[19][20]

## スタッフ・クレジット

### BOØWY
- 氷室京介 - ボーカル
- 布袋寅泰 - ギター、コーラス（バッキング・ボーカル）
- 松井恒松 - ベース
- 高橋まこと - ドラムス

### 参加ミュージシャン
- 佐久間正英 - シンセサイザー

### スタッフ
- 佐久間正英 - サウンド・プロデューサー
- マイケル・ツィマリング - レコーディング・エンジニア、リミックス・エンジニア

- 糟谷銑司 - プロダクション・プロデューサー
- 子安次郎 - レコーディング・ディレクター
- 加藤ヒロシ - レコーディング・マネージャー
- 原田クマ - レコーディング・コーディネーター
- トム・ミュラー - スタジオ・マネージャー
- ジョーグ・レンカー - アシスタント・エンジニア
- デニス・ブラックハム（英語版） - マスタリング・エンジニア
- 土屋浩 - パーソナル・マネージャー
- L.O.E. ENTERTAINMENT LTD. - ヨーロッパ・マネージメント

- ユイ音楽工房 ロック・プロジェクト - プロダクション・マネージメント
- 後藤由多加 - エグゼクティブ・プロデューサー
- 石坂敬一 - エグゼクティブ・プロデューサー

## 収録アルバム
スタジオ音源（アルバムバージョン）
- 『BOØWY』（1985年）
- 『THIS BOØWY DRAMATIC』（2007年）
- 『BOØWY THE BEST "STORY"』（2013年）

スタジオ音源（シングルバージョン）
- 『“SINGLES”』（1988年）
- 『THIS BOØWY』（1998年）
- 『BOØWY THE BEST "STORY"』（2013年）

ライブ音源
- 『“LAST GIGS”』（1988年） - 1988年4月5日の東京ドーム公演から収録。
- 『“GIGS” CASE OF BOØWY』（2001年） - 1987年7月31日のワールド記念ホール、1987年8月7日の横浜文化体育館公演から収録。
- 『GIGS at BUDOKAN BEAT EMOTION ROCK'N ROLL CIRCUS TOUR 1986.11.11〜1987.02.24』（2004年） - 1987年2月24日の日本武道館公演から収録。
- 『“GIGS” CASE OF BOØWY COMPLETE』（2007年）
- 『“LAST GIGS” COMPLETE』（2008年）